# Заккон, Пьер
Пьер Заккон (фр. Pierre Zaccone; 2 апреля 1817, Дуэ — 12 апреля 1895, Морле) — французский писатель. Правильно произносить фамилию — Заккони, с ударением на конечную "и". В старых переводах встречаются неправильные написания фамилии: Заккон, Закон, Законнэ. Ученик и помощник Эмиля Сувестра, с которым совместно написал несколько произведений.

## Биография
Пьер Заккони родился в Дуэ 2 апреля 1818 года в семье военного офицера. Вырос среди солдатских детей, а затем учился в Бресте, в Бретани, которая стала его родиной. Там же он встретил Эмиля Сувестра, учителя литературы, писателя и наставника.
Писать Пьер Заккони начал в 18 лет, публикуя стихи и рассказы в местных газетах, дебютировал с комедией «Aurélie». Затем, чтобы обеспечить себя, он поступил на работу в почтовую администрацию, о которой позже напишет книгу «Живописный и анекдотичный почтамт». 
В 1843 году работа привела его в Париж. Там, в 1847 году, он опубликовал свои первые романы с продолжением: «Удовольствия короля» (фр. Les Plaisirs du roi) в журнале «La Semaine littéraire» и «Рабочие будущего» (фр. Les Ouvriers de l'avenir) в журнале «La Patrie».
В дальнейшем он работал во многих изданиях того времени, включая «L'Illustration», «Le Siècle», «Le Figaro» и «Le Moniteur» и получил громадную популярность. Плодовитый и разносторонний, Пьер Заккони стал знаменитым писателем популярного романа и получил прозвание «Император романа с продолжением» («L'Empereur du feuilleton»), так как написал более семидесяти увлекательных историй, в основном состоящих из диалогов. Кроме того он написал десяток книг по истории Бретани, Парижа, тайных обществ, инквизиции, тамплиерах, тюрьмах, преступниках, заговорщиках и прочих, возможно даже больше, но найти сейчас их труднее.
Наиболее известны следующие его произведения: «Последняя встреча», «Король Базоша», «Тайны старого Парижа», «Улицы Парижа», «Драма катакомб», «История тюрем», «Жизнь за гранью», «Преступление на улице Монж». 
Коллеги избрали его главой Общества литераторов, и именно в этом качестве он организовал Международный литературный конгресс под председательством Виктора Гюго, приуроченный к Всемирной выставке 1878 года. 
Уволившись из почтового ведомства, он удалился в бретонскую деревню Локирек (фр. Locquirec), где купил небольшой замок, который теперь известен по его фамилии. Там он закончил свои дни, практически ослепнув, 21 апреля 1895 года.

## Произведения

### Аспекты творчества
Пьер Заккони, как и многие его коллеги того времени, переделал некоторые из своих удачных произведений в пьесы, часто написанные в соавторстве, такие как «Ночи бульваров» и «Камера №7». Он также писал эссе, такие как «Новый язык цветов» (переиздавалось 10 раз с 1853 по 1882 год), и, прежде всего, исторические хроники тайн и преступлений: «История инквизиции, иезуитов и франкмасонов», «История древних и современных заговорщиков», «История полицейских драм», «История тайных, политических и религиозных обществ» и так далее.
Но большинство его работ было написано в жанре обычного романа и серийного романа с продолжением. Популярного писателя не обошли стороной и критики. Шарль Монселе не слишком любил романистов-сериалистов и писал в журнале «La Lorgnette littéraire»: «Заккони — последний из литераторов, как месье Амедей Ашар — первый, по алфавиту». Или другой журналист из литературного журнала «Le Livre», писал, что Заккони «стремится прежде всего к бурным эмоциям, преступлениям и внеправовым ситуациям... такая задача имеет серьезный недостаток — она льстит ленивому уму писателя... Остается только гадать, кто является публикой для произведений, написанных подобным образом».
Заккони предложил широкий спектр серийных романов: социальные романы, такие как «Ночи бульваров», исторические романы, такие как «Волонтёры 93-го», «Нищие», «Тайны старого Парижа» и «Король Базоша». Он исследовал все социальные среды с почти социалистическим видением, по крайней мере, в ранние годы (см. утопизм в «Рабочие будущего»), даже если позже он стал с подозрением относиться к социалистической борьбе («Драмы Интернационала»).
Но отличительной чертой «автора кровавых романов», по выражению «Le Figaro», было его увлечение преступниками («История тюрем, от их создания до наших дней») и тайнами. В целом в его романах есть загадки, мелодрамы, театральные перевороты и расследования: «Красный Фонарь», «Драмы катакомб», «Приговоренный к смертной казни», «Тайны Бисетра», «Ночи Парижа».
В отличие от Поля Феваля, Эмиля Габорио или Пьера Алексиса Понсона дю Террайля, которым он отдает дань уважения в романе «Маман Рокамболь», Пьер Заккони сегодня совершенно забыт. А между тем, как сказал один журналист XIX века: «На днях я задержался, чтобы прочитать роман Пьера Заккони... Увы! Я сунул нос в первую страницу; это оказалось роковым, я должен был дочитать его до конца... Как он, должно быть, потешается над психологами, этот превосходный Заккони!»
Сегодня пришло время для возрождения. После 80-летнего пропуска, в 2014 году во Франции были переиздано несколько его произведений. Некоторая часть работ Пьера Заккони была переведена на русский язык еще в Царской России. В 1990-х — начале 2000-х некоторые из них были переизданы, но по старым переводам.

### 1840-е - 1850-е годы
- «Таблицы по всеобщей истории литературы» (фр. Tableaux de l'histoire littéraire universelle; изд. Desloges, 1844).
- «Исторический период Бретани» (фр. Époque historique de la Bretagne; 1845).
- «Под маской» (фр. Sous le masque; 1845).
- «История тайных, политических и религиозных обществ» (фр. Histoire des sociétés secrètes, politiques et religieuses; 1847).
- «Приключения Сатурнина Фише, или Заговор Руари» (фр. Les Aventures de Saturnin Fichet, ou la Conspiration de la Rouarie; 1847).
- «Смерть лорда Байрона, драматическая элегия» (фр. La Mort de Lord Byron, élégie dramatique; 1847).
- «Удовольствия короля» (фр. Les Plaisirs du Roi; изд. La Semaine littéraire, 1847; G. Roux et Cassanet, 1855;  A. de Vresse, 1866), в двух томах.
- «Работники будущего» (фр. Les Ouvriers de l'avenir; приложение к "La Patrie", изд. impr. de Boulé, 1847; Boisgard, 1852; impr. de Pilloy, 1856).
- «Республиканский мир» (фр. Le Monde républicain; 1848).
- «Рабочие Парижа и рабочие Лондона», совместно с Полем Февалем, в 2-х томах (фр. Les Ouvriers de Paris et les ouvriers de Londres; изд. P. Permain, 1850).
- «Элоиза де Шани» (фр. Héloïse de Chasnée; 1851).
- «Последняя встреча» (фр. Le Dernier Rendez-vous; изд. G. Roux et Cassanet, 1851).
- «Рабочие в Средние века» (фр. Les Travailleurs au Moyen Âge; 1851).
- «Мемуары короля» (фр. Mémoires d'un roi; изд. P. Permain, 1851).
- «Маргарита и Беатрикс», совместно с Эмилем Сувестром (фр. Marguerite et Béatrix; изд. P. Permain, 1851).
- «Муж по случаю» (фр. Un mari d'occasion; изд. De Vigny, 1851).
- «История инквизиции, иезуитов и франкмасонов, а затем история политических и религиозных обществ, вольных судей, тамплиеров, Совета десяти, «Карбонариев», душителей и т. д. От Пьера Заккони. Завершается историческим очерком Компаньонажа и истории Февральской революции, а затем изложение событий 2 декабря 1851 г.» (фр. 'Histoire de l'Inquisition, des Jésuites et des Francs-Maçons, suivie de l'histoire des sociétés politiques et religieuses, des Francs-Juges, des Templiers, du Conseil des dix, des "Carbonari", des Étrangleurs, etc... Par Pierre Zaccone. Terminée par un précis historique sur le Compagnonage et par l'histoire de la Révolution de Février, suivie du récit des événements du 2 décembre 1851. III; 1852 г.).
- «Библиотека семей» (фр. Bibliothèque des familles; 1852), в качестве научного редактора.
- «Эрик Нищий» (фр. Éric le Mendiant; 1853).
- «Бретонский клан». Этюд VII века (фр. Un Clan breton, étude du VIIe siècle; 1853).
- «Король Базоша» (фр. Le Roi de la Bazoche; 1853; изд. A. de Vresse, 1859 и др.), в 2-х томах.
- «Новый язык цветов: с номенклатурой чувств, символом которых является каждый цветок, и их использованием для выражения мыслей...» (фр. Nouveau langage des fleurs : avec la nomenclature des sentiments dont chaque fleur est le symbole, et leur emploi pour l'expression des pensées, précédé d'une introduction par Pierre Zaccone; изд. V. Lecou, 1853; изд. G. Roux et Cassanet, 1855; L. Hachette, 1862, 1871 и др.).
- «Драма катакомб» (фр. Le Drame des catacombes; 1854; изд. Ballay aîné, 1863).
- «Тайны старого Парижа» (фр. Les Mystères du vieux Paris; изд. G. Roux et Cassanet, 1854), в трёх томах.
- «Старый Париж» (фр. Le Vieux Paris; изд. V. Lecou 1854; изд. Adolphe Delahays, 1855; G. Havard, 1859 и другие).
- «Этель Ван Дейк» (фр. Ethel Van Dyck; 1854).
- «Кузен Вердюр» (фр. Le Cousin Verdure; изд. Librairie théâtrale, 1855), комедия-водевиль в 1 действии, совместно с Сент-Ивом и Поммеро.
- «Сын Неба, китайский роман» (фр. Le Fils du ciel, roman chinois; изд. H. Boisgard, 1857).
- «Невеста Сына Неба, китайский роман» (фр. La Fiancée du Fils du Ciel, roman chinois; изд. H. Boisgard, 1858).
- «Одалиски из Ka-Ka-O» (фр. Les odalisques de Ka-Ka-O; изд. Librairie théâtrale, 1858), парижский шинуазри в 3 актах, совместно с Эли Фребо (Élie Frebault).
- «Воскресенья Пампетты» (фр. Les dimanches de Pampette; 1858), водевиль в 1-м акте, совместно с Эли Фребо (Élie Frebault).
- «Сирота из Храма» (фр. L'Orphelin du temple; изд. G. Havard, 1859).
- «Зуавы» (фр. Les Zouaves; изд. A. de Vresse, 1859; изд. Le Mans: impr. de Dehallais, du Temple et Cie, 1860).
- «Улицы Парижа, или Париж у себя дома, Старый и новый Париж, исторический, монументальный и живописный... с новым планом Парижа» (фр. Les Rues de Paris, ou Paris chez soi, Paris ancien et nouveau, historique, monumental et pittoresque... avec un nouveau plan de Paris; изд. P. Boizard, 1959).

### 1860-е - 1870-е годы
- «Волонтёры 93-го» (фр. Les volontaires de 93; изд. A. Degorce-Cadot, 1860), совместно с Жюлем Рукеттом (Rouquette Jules (1828-1888)).
- «Изгнанник Палермо» (фр. Le Proscrit de Palerme; Lécrivain et Toubon, 1860). [Английская месть. Рыцарь Храма. Une vengeance anglaise. Le Chevalier du Temple].
- «Тайны Китая» (фр. Les Mystères de la Chine; Lécrivain et Toubon, 1860).
  - 1. «Тайны Китая» (фр. Les Mystères de la Chine).
  - 2. «Пират Кантона» (фр. Le Pirate de Canton).
- «Цыганка» (фр. La Bohémienne; 1860).
- «Корзинщик из Толи» (фр. Le Vannier de Taulé; 1860; изд. impr. de Cerf, 1861).
- «Фальшивое банкротство» (фр. Une banqueroute frauduleuse; изд. Lécrivain et Toubon, 1861), три рассказа.
- «Парижский парень» (фр. Le gamin de Paris; изд. Lécrivain et Toubon, 1861; изд. A. Degorce-Cadot, 1878).
- «Иллюминаты» (фр. Les illuminés; 1862).
- «Тайны Бисетра» (фр. Les Mystères de Bicêtre; 1864).
- «Ненависть в тюрьме» (фр. Une haine au bagne; изд. Victor Bunel éditeur, 1863).
- «Два Робинзона» (фр. Les Deux Robinsons; изд. Dentu, 1863, 1887).
- «Приговоренный к смертной казни» (фр. Un condamné à mort; 1866).
- «Сын каторжника» (фр. Un fils de forçat; 1866).
- «История тайных, политических и религиозных обществ» (фр. Histoire des sociétés secrètes, politiques et religieuses; A. Fayard, 1866-1879).
- «Жан Длинные ноги. Простая история сельского почтальона» (фр. Jean Longues Jambes. Simple histoire d'un facteur rural; 1868).
- «Мансарды Парижа» (фр. Les Mansardes de Paris; 1868; 1880).
- «Живописный и анекдотичный почтамт» (фр. La Poste Anecdotique et Pittoresque; Librairie Achille Faure, изд. Paris, 1869).
- «История полицейских драм» (фр. Histoire des drames de police; 1869).
- «Драмы Интернационала», в 2-х томах (фр. Les Drames de l'Internationale; изд. Dentu, 1872).
- «Драма на понтонах» (фр. Un drame sur les pontons; изд. J. Brouillet, 1872-1873).
- «Красный Фонарь» (фр. La Lanterne rouge; изд. J. Brouillet, 1872-1873).
- «Камера №7» (фр. La Cellule №7; изд. O. Petit, Dentu, 1874), в Царской России изд. как «Бювард, агент сыскной полиции»[3].
- «Отверженные Лондона» (фр. Les Misérables de Londres; 1874).
- «Нищие» (фр. Les Gueux; 1874).
- «Мемуары комиссара полиции» (фр. Mémoires d'un commissaire de police; изд. Dentu, 1875).
- «Торговцы золотом» (фр. Les Marchands d'or; 1876).
- «История тюрем, от их создания до наших дней: Брест, Тулон, Рошфор, Лорьян, Кайенна, Новая Каледония» (фр. Histoire des bagnes, depuis leur création jusqu'à nos jours: Brest, Toulon, Rochefort, Lorient, Cayenne, Nouvelle-Calédonie; 1876, impr. P. Dupont (Clichy), 1878).
- «Ночи бульваров» (фр. Les Nuits du boulevard; 1876, 1880).
- «Человек из толпы» (фр. L'Homme des foules; изд. Dentu, 1877).
- «Авантюристы Парижа» (фр. Les Aventuriers de Paris; изд. Dentu, 1877).
- «Дама из Отейи» (фр. La Dame d'Auteuil; 1878).
- «Жизнь за гранью» (фр. La Vie à outrance; 1878).
- «Курьер из Лиона» (фр. Le Courrier de Lyon; изд. E. Plon et Cie, 1879).
- «Красное железо» (фр. Le Fer rouge; Dentu, 1879).
- «Ночные бродяги» (фр. Les Rôdeurs de nuit; изд. O. Rouffy, 1879-1880), совместно с Жюлем Рукеттом (Jules Rouquette).

### 1880-е - 1890-е годы
- «Черные компаньоны» (фр. Les Compagnons noirs; 1880).
- «Добродетель Шарбоннетты» (фр. La Vertu de Charbonnette; 1880).
- «Дуэль на смерть» (фр. Un duel à mort; 1880).
- «История древних и современных заговорщиков», совместно с Констаном Геру (фр. Histoire des conspirateurs anciens et modernes; 1881).
- «Неизвестный из Бельвиля» (фр. L'inconnu de Belleville; Dentu 1881).
- «Маленькая буржуазия» (фр. La Petite Bourgeoise; изд. Dentu 1881).
- «Мамаша Рокамболь» (фр. Maman Rocambole; изд. Dentu, 1881).
- «Бланшетт» (фр. Blanchette; изд. Dentu, 1882).
- «Отшельник» (фр. La Recluse; 1882).
- «Драмы биржи» (фр. Les Drames de la bourse; 1882).
- «Прекрасная Диана» (фр. La Belle Diane; изд. Dentu, 1883).
- «Оставшаяся запись», новелла, плод коллективной работы на Шоссе д'Антен, 47 (фр. Poste restante, nouvelle dans ouvrage collectif 47 Chaussée d'Antin); изд. Dentu, 1886).
- «Красная комната» (фр. La Chambre rouge; изд. Plon, 1887)
- «Воскресенья Ризетты», новелла, плод коллективной работы на пикнике (фр. Les Dimanches de Risette, nouvelle dans ouvrage collectif Pique-Nique; изд. Dentu, 1887).
- «Дочь уличного торговца» (фр. La Fille des camelots; изд. Éditions Rouff, 1888).
- «Ребенок на мостовой» (фр. L'Enfant du pavé; изд. Dentu 1888).
- «Герцогиня Альварес» (фр. La Duchesse d'Alvarès; 1889).
- «Два богемца», новелла, плод коллективной работы компаньонов по перу (фр. Les Deux bohêmes, nouvelle dans ouvrage collectif Les Compagnons de la Plume; изд. Dentu, 1890).
- «Преступление на улице Монж» (фр. Le Crime de la rue Monge; изд. Dentu, 1890).
- «Одни» (фр. Seuls; 1891).

Год первого издания неизвестен:
- «Скопцы, или русские увечные: белые голуби и нигилисты» (фр. Les Skoptzi ou Mutilés russes: Les colombes blanches & les nihilistes; A. Fayard, Sociétés secrètes №181, 18??).
- «Ночи Парижа» (фр. Les Nuits de Paris; 189?).